# Nefza
Nefza es una ciudad y comuna en la Gobernación de Béja, Túnez.
A partir de 2004 tenía una población total de 6039 habitantes
.